# William Watson (Kunsthistoriker)
William Watson (* 9. Dezember 1917 in Derby; † 15. März 2007) war ein britischer Sinologe, Japanologe und Kunsthistoriker. Er war Professor für chinesische Kunst und Archäologie an der Universität London. Er befasste sich aber auch mit Japan, Iran und Anatolien.
Watson wuchs in Brasilien auf, wo sein Vater eine Zuckerfabrik leitete. 1925 wurde er zum Schulbesuch nach England geschickt und ging in Glasgow und Derby zur Schule. Ab 1936 studierte er an der Universität Cambridge (Gonville and Caius College) Deutsch, Französisch und Russisch (zuvor befasste er sich schon mit Walisisch). Im Zweiten Weltkrieg war er im Intelligence Corps in Ägypten und Indien, wobei er deutsche Funkmeldungen bearbeitete und später japanische Gefangene verhörte, wozu er seine Sprachkenntnisse auf ostasiatische Sprachen erweiterte. Nach dem Krieg war er im British Museum zuerst in der Abteilung britische Altertümer und Mittelalter und danach in der Orient-Abteilung. 1954 ging er zum Studium des Landes nach Japan und besuchte China, und dort geknüpfte Kontakte erwiesen sich Anfang der 1970er Jahre bei der Neuknüpfung kultureller Kontakte zwischen Großbritannien und China als nützlich. Ende der 1960er Jahre und Anfang der 1970er Jahre unternahm er archäologische Expeditionen nach Thailand.
1966 wurde er Professor an der School of Oriental and African Studies der Universität London. Dort war er auch für die Sammlung der Percival David Foundation über chinesische Keramik verantwortlich. 1983 wurde er emeritiert.
1972 wurde er Fellow der British Academy. 1975/76 war er Gastprofessor in Cambridge (Slade Professor of Fine Art). 1980 bis 1990 war er Trustee des British Museum.
1973 organisierte er die Genius of China Ausstellung an der Royal Academy of Arts (um dieselbe Zeit war er an einer BBC-Serie über China beteiligt) und 1981/82 die Great Japan Exhibition, wobei er die Veranstalter überzeugte, die Edo-Zeit zum zentralen Gegenstand der Ausstellung zu machen. Damals gab es kaum Lehrstühle für Japanische Kunst in Großbritannien und Watson versuchte vergeblich mit Peter Lasko, am Courtauld-Institut einen solchen Lehrstuhl einzurichten. Die Initiative führte aber dafür, das anderswo an britischen Universitäten solche Lehrstühle entstanden.
1982 wurde er CBE.

## Schriften
chronologisch aufsteigend
- Sculpture of Japan from the fifth to the fifteenth century. London: The Studio 1959
- Im Bannkreis von Cathay. In: Die Welt aus der wir kommen. Knaur, München/Basel/Wien 1961.
- Early Civilization in China (Library of Early Civilizations), Thames & Hudson, 1966
- mit Gale Sieveking Flint Implements: an account of Stone Age techniques and cultures, London: British Museum, 3. Auflage 1968
- mit R. B. Smith (Herausgeber), Early South East Asia: essays in archaeology, history, and historical geography. Oxford University Press, 1979.
- China, Ars Antiqua – Große Epochen der Weltkunst, Herder Verlag 1980 (französisches Original: L’art de l’Ancienne Chine, Éditions d’art Lucien Mazenod. Coll. Grandes Civilisations)
- als Hrsg.: The Great Japan Exhibition: Art of the Edo Period, 1600-1868 (Ausstellungskatalog). London: Royal Academy of Arts 1981
- The Arts of China to A. D. 900, Yale University Press Pelican History of Art Series Band 1, 1995
- The Arts of China 900–1620. Yale University Press Pelican History of Art Series, Band 2, 2003
- mit Chuimei Ho: The Arts of China, 1600–1900 Yale University Press Pelican History of Art Series, Band 3, 2007